# Тогојо језик
Тогојо језик је изумрли језик из породице нигер-конгоанских језика, грана убангијских језика. Њиме се служило становништво Јужног Судана у вилајету Западни Бахр ел Газал око града Раге.